# Saint-Jean-aux-Amognes
Saint-Jean-aux-Amognes – miejscowość i gmina we Francji, w regionie Burgundia-Franche-Comté, w departamencie Nièvre.
Według danych na rok 1990 gminę zamieszkiwały 452 osoby, a gęstość zaludnienia wynosiła 25 osób/km² (wśród 2044 gmin Burgundii Saint-Jean-aux-Amognes plasuje się na 493. miejscu pod względem liczby ludności, natomiast pod względem powierzchni na miejscu 519.).